# 川崎優希
川崎 優希（かわさき ゆうき、1995年1月14日 - ）は、日本の子役またはお笑いユニット・トリプルPのメンバーである。J-beans所属。

## 経歴・人物
- 水泳に全国泳力認定・着付けに全国マナー検定などの資格あり。
- 子役としてデビューしたばかりから多数のバラエティ番組に出演。
- 2008年11月ごろから、姉の川崎健希と志村勇人と一緒にトリプルピーとしてお笑いユニットのメンバーとなった。
- 「さんまのからくりTV」では半年間レギュラー、「アッコにおまかせ」では、おまかせキッズとして出演した。これらは姉弟で共演。
- 2006年4月から9月までTBSで放送された「2時ピタッ!」ではオトナの悩み相談室、2004年10月3日から2010年9月26日までテレビ東京で放送された「ポケモンサンデー」では王子･王女特集の中に出演していた。

## 出演

### テレビ番組
- HAPPY Xmas SHOW（日本テレビ）
- はぴひる（TBS）
- うたばん（TBS）
- 行列のできる法律相談所（日本テレビ）
- ビートたけしのTVタックル（テレビ朝日）
- TVおじゃマンボウ（日本テレビ）
- ぐるぐるナインティナイン（日本テレビ）
- さんまのSUPERからくりTV（TBS）
- アッコにおまかせ!（TBS）
- 2時ピタッ!（2006年、TBS）
- ポケモン☆サンデー（2007年、テレビ東京）
- 私たちは天使だ!! 教えて浜ちゃん 芸能界で当てて親孝行するぞスペシャル!（2009年1月9日、TBS）

## 映画
- 渋谷の女子高生たちが語った“呪いのリスト”2（2009年）
- 告白（2010年6月5日、東宝）
- 渋谷の女子高生が語った"呪いのリスト"7（2010年、アムモ）